# Orange Bank
Orange Bank és un banc en línia francès filial de l'operador francès Orange S.A. i l'asseguradora francesa Groupama. Orange Bank es distingeix dels altres bancs en línia francesos en definir-se com a "banc mòbil".
Després del llançament a França a finals del 2017, Orange Bank va anunciar la seva arribada a Bèlgica i Espanya el 2018, aprofitant la presència de l'operador de telefonia i la seva xarxa de botigues, com a França, als dos països. El desplegament està previst a Polònia, Bèlgica i Eslovàquia entre el 2020 i el 2023. 